# 快打旋風：暗殺拳
《快打旋風：暗殺拳》（英語：Street Fighter: Assassin's Fist）是一系列英國電視網絡劇，由導演、武術指導、編劇、演員和武術家喬伊·安薩、演員、編劇和武術家克里斯汀·霍華和賈桂琳·克亞所創作。改編自卡普空於1987年推出的電子遊戲系列「快打旋風系列」。
該系列於2014年5月23日在YouTube和Machinima.com網站上釋出，2014年10月27日在美國發行電視版DVD和藍光，2015年1月7日推出電影版本。

## 劇情
故事敘述武術家隆和肯在向師父剛拳修練致命拳法「暗殺拳」的同時，剛拳的過去與豪鬼之間的恩怨也漸漸地被揭露....。

## 演員
- 小家山晃（日语：小家山晃） 飾 剛拳（Gouken）[11]
  - 尚玄（日语：尚玄） 飾 年輕的剛拳[12]
- 克里斯汀·霍華（英语：Christian Howard (actor)） 飾 肯·馬斯特斯（Ken Masters）[13]
- 麥克·漠（英语：Mike Moh） 飾 隆（Ryu）[14]
- 伊川東吾（日语：伊川東吾） 飾 轟鐵／戈馬（Goutetsu／Goma）[15]
- Gaku Space 飾 豪鬼（Gouki）[16]
  - 喬伊·安薩 飾 年邁豪鬼／魔鬼（Older Gouki／Akuma）
- 玄理[17] 飾 沙也加（Sayaka）[18]
- 馬克·基林（英语：Mark Killeen） 飾 馬斯特斯先生（Mr. Masters）[19]
- 山内春（日语：ハル・ヤマノウチ） 飾 仙藏（Senzo）[20]
- 小野義德 飾 格鬥場發起人

## 製作
2014年4月18日，據透露，該系列將釋出四種格式。在Machinima.com的首次發布為一集11至12分鐘的網路劇，共12集。還會組合成6集電視迷你劇，平均一集21至22分鐘並在網路上發布。之後，又會剪成105分鐘的廣播聯賣電視電影；最後合成總長約兩小時的長片（DVD／藍光發行版）。

## 音樂
音樂主要由Patrick Gill負責，而Ryan Ansah和Daniel Braine也會提供部分配樂。

## 集數
| 整體集數 | 該季集數 | 標題                      | 導演      | 編劇                      | 首播日期      |
| -------- | -------- | ------------------------- | --------- | ------------------------- | ------------- |
| 0        | 0        | Alpha                     | 喬伊·安薩 | 喬伊·安薩 & 克里斯汀·霍華 | 2014年5月23日 |
| 1        | 1        | Beginnings                | 喬伊·安薩 | 喬伊·安薩 & 克里斯汀·霍華 | 2014年5月23日 |
| 2        | 2        | Round 1: Fight            | 喬伊·安薩 | 喬伊·安薩 & 克里斯汀·霍華 | 2014年5月23日 |
| 3        | 3        | Satsui No Hado            | 喬伊·安薩 | 喬伊·安薩 & 克里斯汀·霍華 | 2014年5月23日 |
| 4        | 4        | A Rough Night             | 喬伊·安薩 | 喬伊·安薩 & 克里斯汀·霍華 | 2014年5月23日 |
| 5        | 5        | Banished                  | 喬伊·安薩 | 喬伊·安薩 & 克里斯汀·霍華 | 2014年5月23日 |
| 6        | 6        | Demons Within             | 喬伊·安薩 | 喬伊·安薩 & 克里斯汀·霍華 | 2014年5月23日 |
| 7        | 7        | Path of the Shin Oni      | 喬伊·安薩 | 喬伊·安薩 & 克里斯汀·霍華 | 2014年5月23日 |
| 8        | 8        | The Ultimate Sacrifice    | 喬伊·安薩 | 喬伊·安薩 & 克里斯汀·霍華 | 2014年5月23日 |
| 9        | 9        | The Calm Before the Storm | 喬伊·安薩 | 喬伊·安薩 & 克里斯汀·霍華 | 2014年5月23日 |
| 10       | 10       | The Raging Demon          | 喬伊·安薩 | 喬伊·安薩 & 克里斯汀·霍華 | 2014年5月23日 |
| 11       | 11       | May the Best Man Win      | 喬伊·安薩 | 喬伊·安薩 & 克里斯汀·霍華 | 2014年5月23日 |
| 12       | 12       | End Game                  | 喬伊·安薩 | 喬伊·安薩 & 克里斯汀·霍華 | 2014年5月23日 |

## 反響
IGN給了該系列8.7／10的正面評價，認為對於一部遊戲改編的真人作品來說，比任何大預算的《快打旋風》電影更加地寫實。

## 續集
在2014年的聖地亞哥國際動漫展上，透露續集《快打旋風：世界勇士》（Street Fighter: World Warrior）正在發展中，並希望能在2015年後期或2016年初推出。在Machinima網站上宣布，一部約5集的短劇《快打旋風：重生》（Street Fighter: Resurrection）將會先在2016年3月15日釋出，並透露阿藍·姆斯被選為飾演查理·納許。導演安薩還表示，自己仍在進行著《快打旋風：世界勇士》的發展計劃。

## 外部連結
- 官方网站
- 互联网电影数据库（IMDb）上《快打旋風：暗殺拳》的资料（英文）
- YouTube上的Street Fighter: Legacy - Short Fan Film
- Street Fighter: Assassin's Fist （页面存档备份，存于） at Machinima.com's YouTube channel
- 'Street Fighter: Assassin's Fist' Kickstarter Campaign （页面存档备份，存于）